# الثورات السامرية

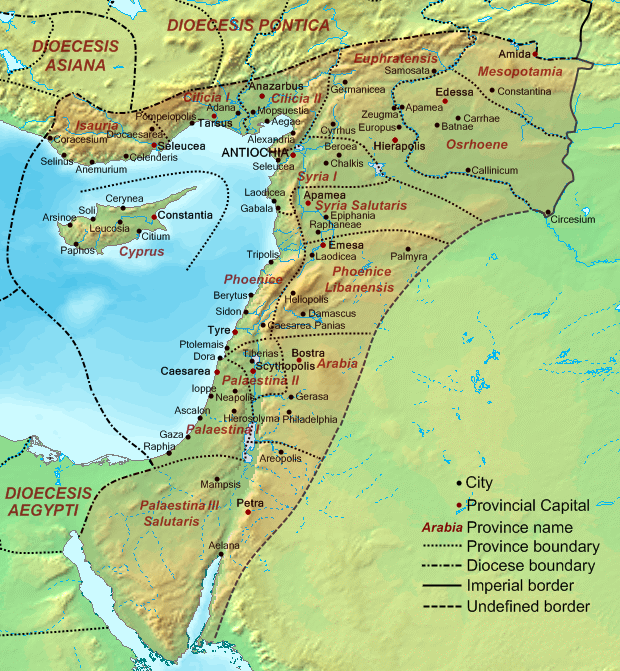
خريطة أبرشية الشرق نحو عام 400 للميلاد، تظهر المقاطعات التابعة لها والمدن الرئيسية.

الثورات السامرية (484-573) هي عبارة عن سلسلة من التمردات في مقاطعة فلسطين الأولى، أطلقها السامريون ضد الإمبراطورية البيزنطية. اتسمت الثورات بالعنف الشديد من كلا الجانبين، وأدى القمع الوحشي الذي مارسه البيزنطيون وحلفائهم الغساسنة إلى خفض عدد الشعب السامري بشدة. غيرت الأحداث التركيبة السكانية للمنطقة تغييرًا غير عكوس، وأصبح المسيحيون على إثرها المجموعة السائدة الوحيدة في مقاطعة فلسطين الأولى لعدة عقود لاحقة.
يضع بعض المؤرخين مقارنات بين عواقب الثورات السامرية في القرنين الخامس والسادس على السامريين وعواقب الحروب اليهودية الرومانية في القرنين الأول والثاني على اليهود في المنطقة.

## خلفية النزاع
عقب فترة الحروب اليهودية الرومانية، أصبحت الطائفة اليهودية، التي كانت مهيمنة سابقًا على امتداد يهودا وشاطئ جنوب بلاد الشام، على حافة الانقراض، وبقيت أغلبية في جنوب يهودا والجليل والجولان. ملأ السامريون والمسيحيون البيزنطيون هذا الفراغ في المناطق الوسطى من جنوب بلاد الشام، في حين استقر الأنباط والعرب المسيحيون الغساسنة في الأطراف.
تعتبر هذه الفترة عصرًا ذهبيًا للمجتمع السامري. أعيد بناء معبد جرزيم بعد ثورة بار كوخبا في يهودا حوالي عام 135 م. بعد انسحاب الجحافل الرومانية، تمتع السامريون بنوع من الاستقلال المحدود خلال القرنين الثالث والرابع. قسّم الزعيم السامري بابا ربا (الأب الأعظم) (حوالي 288-362) الأراضي السامرية إلى مقاطعات، وعيّن حكامًا محليين من العائلات السامرية الأرستقراطية. نفذ أيضًا سلسلة من الإصلاحات وأقام مؤسسات الدولة. وضع بابا ربا الكثير من الطقوس السامرية في هذه الفترة. دامت فترة شبه الاستقلال هذه لمدة قصيرة، إذ اجتاحت القوات البيزنطية السامرة وأخذت بابا ربا أسيرًا إلى القسطنطينية، حيث توفي في السجن بعد عدة سنوات في حوالي العام 362 م.

## انتفاضة جوستا
في عهد الإمبراطور الروماني الشرقي زينو (حكم بين 474-475 و476-491)، تصاعدت التوترات بشدة بين المجتمع المسيحي والسامريين في نابلس (شكيم). وفقًا لمصادر سامرية، اضطهد زينو، الذي سمته المصادر «زايت ملك أدوم»، السامريين بلا رحمة. ذهب الإمبراطور إلى نابلس، وجمع الشيوخ ودعاهم إلى الهداية؛ وحين رفضوا، قتل زينو العديد من السامريين وأعاد بناء الكنيس محولًا إياه إلى كنيسة. أخذ زينو بعدها جبل جرزيم، حيث عبد السامريون الله، وبنى العديد من الصروح، من بينها قبر لابنه المتوفى حديثًا، ووضع عليه صليبًا، حتى يسجد السامريون أمام القبر أثناء عبادتهم.
في وقت لاحق، في عام 484، ثار السامريون على إثر إشاعات عن نية المسيحيين نقل رفات أبناء هارون وأحفاده أليعازار وإيثامار وفينحاس إلى أرضهم. رد السامريون بدخولهم كاتدرائية نابلس وقتلوا المسيحيين بالداخل وبتروا أصابع الأسقف تيريبينثوس.
نصب السامريون جوستا (أو جوستاس) ملكًا عليهم وانتقلوا إلى قيسارية، حيث قطن مجتمع سامري جدير بالذكر. هناك قُتل العديد من المسيحيين ودُمرت كنيسة القديس بروكوبيوس. احتفل جوستا بالنصر بألعاب في السيرك.
وفقا لجون مالالاس، نجح أسكليبياديس، وهو قائد فلسطين (قائد قوات مقاطعة الليمس العربي)، والذي عُززت وحداته من قبل أركادياني ليستوديوكتس (قائد الشرطة) ريجيس والمتمركز في قيسارية، في هزيمة جوستا وقتله وأرسل رأسه إلى زينو. في غضون ذلك، فر تيريبينثوس إلى القسطنطينية، وطلب حامية عسكرية للحد من المزيد من الهجمات. وفقًا لبروكوبيوس، ذهب تيريبينثوس إلى زينو طالبًا الانتقام؛ وذهب الإمبراطور بنفسه إلى السامرة لقمع الثورة.
نتيجة للثورة، أقام زينو كنيسة مخصصة لمريم، والدة يسوع على جبل جرزيم. بالإضافة إلى ذلك، منع السامريين من السفر إلى الجبل للاحتفال بطقوسهم الدينية، واستولى على كنيسهم هناك. أججت تصرفات الإمبراطور هذه غضب السامريين تجاه المسيحيين أكثر فأكثر.
يعتقد بعض المؤرخين المعاصرين أنه يجب عكس ترتيب الحقائق التي احتفظت بها المصادر السامرية، لأن اضطهاد زينو لهم كان نتيجة للتمرد وليس سببًا له، وكان يجب أن يُذكر بعد عام 484، في حوالي العام 489. أعاد زينو بناء كنيسة القديس بروكوبيوس في نابلس ومُنع السامريون من زيارة جبل جرزيم، الذي بُني في قمته برج إشارات للتنبيه في حال حدوث توترات مدنية.

## التوترات السامرية عام 495
تمرد السامريون مرة أخرى عام 495، في عهد الإمبراطور أناستاسيوس الأول ديكوروس، وأعادوا احتلال جبل جرزيم. يقال إن الغوغاء السامريين الذين قادتهم امرأة سامرية استولوا على كنيسة القديسة مريم وذبحوا الحامية. قُمعت الثورة بعد ذلك من قبل حاكم الرها البيزنطي المدعو بروكوبيوس، وقتل القادة السامريون.

## ثورة بن صَبار (529-531)
بقيادة شخصية مشيحية مؤثرة تدعى جوليانوس بن صبار (أو بن ساهر)، شن السامريون حربًا، يشار إليها أحيانًا بالثورة السامرية الأخيرة، ساعين لإنشاء دولتهم المستقلة في عام 529. قد تكون هذه الثورة الأكثر عنفًا بين جميع الثورات السامرية. وفقًا لبروكوبيوس، اندلعت أعمال العنف بسبب القيود التي فرضتها السلطات البيزنطية على السامريين المتمثلة في مراسيم جستينيان، في حين يشير سيريل من سكيثوبوليس إلى أن التوترات الطائفية بين المسيحيين والسامريين شكلت السبب الرئيسي للثورة.
عقب أعمال الشغب الهائلة في سكيثوبوليس والريف السامري، تمكن المتمردون من احتلال نابلس بسرعة وبرز بن صبار زعيمًا لهم، وأُعلن عن تنصيبه ملكًا عليهم. اتبع بن صبار سياسة صارمة مناهضة للمسيحية، إذ قتل أسقف نابلس بالإضافة إلى العديد من القساوسة، واضطهد المسيحيين ودمر الكنائس ونظم حرب عصابات في الريف، ما دفع المسيحيين للفرار. بحسب المصادر البيزنطية، كان اسم المطران عموناس (أيضًا صمون أو عمون). ردا على ذلك، أُرسلت قوات قائد فلسطين، إلى جانب وحدات من الحكام المحليين وزعماء قبائل العرب الغساسنة، للتعامل مع الانتفاضة. حُوصر بن صبار وهُزم بعد انسحابه بقواته من نابلس. عقب أسره، قُطعت رأسه وأرسلت متوجة بديادم إلى الإمبراطور جستينيان.
بحلول عام 531، أصبح التمرد تحت السيطرة. نجحت قوات الإمبراطور جستينيان الأول في قمع الثورة بمساعدة العرب الغساسنة. مات عشرات الآلاف من السامريين أو استُعبدوا، ويُحتمل أن عدد القتلى يتراوح بين 20,000 و100,000 شخص. بعد ذلك، حظرت الإمبراطورية البيزنطية المسيحية الدين السامري تقريبًا. وفقًا لبروكوبيوس القيساري، اختار غالبية الفلاحين السامريين الثبات على موقفهم في هذه الثورة و«قُطّعوا إلى أشلاء». علاوة على ذلك، خلت السامرة في ضوء هذه الحروب من أحد يحرثها رغم كونها «أخصب أراضي العالم».